# Program ISA²
ISA² (ang. interoperability solutions and common frameworks for European public administrations, businesses and citizens) to program Unii Europejskiej na rzecz rozwiązań interoperacyjnych i wspólnych ram dla europejskich administracji publicznych, przedsiębiorstw i obywateli.
Program ISA² na lata 2016–2020 został ustanowiony decyzją Parlamentu Europejskiego i Rady Unii Europejskiej nr 2015/2240.

## Cele programu ISA²
W decyzji powołującej program sformułowano jego następujące cele:
- opracowanie, utrzymanie i propagowanie całościowego podejścia do interoperacyjności w Unii w celu wyeliminowania fragmentacji w obszarze interoperacyjności w Unii;
- ułatwienie skutecznych i efektywnych elektronicznych interakcji transgranicznych lub międzysektorowych między europejskimi administracjami publicznymi oraz między europejskimi administracjami publicznymi a przedsiębiorstwami i obywatelami, a także przyczynienie się do rozwoju bardziej skutecznej, uproszczonej i przyjaznej dla użytkownika administracji elektronicznej na krajowym, regionalnym i lokalnym szczeblu administracji publicznej;
- wskazanie, tworzenie i stosowanie rozwiązań interoperacyjnych, wspierających wdrażanie unijnych polityk i działań;
- ułatwienie wykorzystywania rozwiązań interoperacyjnych przez europejskie administracje publiczne.

## Działania programu ISA²
W ramach programu ISA² realizuje się szereg zaplanowanych działań, których wynikami są rozwiązania do zastosowania przez administracje Unii Europejskiej i państw członkowskich UE. Działania te obejmują (stan w marcu 2017):
- Wspieranie krajowych ram interoperacyjności w Europie
- Cyfryzacja produkcji prawa UE
- Dystrybucja informacji o uprawnieniach i mandatach jednostek prawnych
- Platforma do dystrybucji wiedzy, dobrych praktyk i rozwiązań IT w sektorze publicznym
- Zmierzanie do Europejskiej Architektury Interoperacyjności
- Ułatwianie wymiany danych legislacyjnych w Europie
- Ulepszanie wykorzystania i wizualizacji danych UE
- Ulepszanie ponadgranicznego dostępu do danych administracyjnych
- Ocena postępu w kierunku interoperacyjności
- Platforma współpracy ISA²: centrum aktywności tworzących społeczności
- Wymiana informacji pomiędzy UE i krajami członkowskimi w zakresie monitorowania stosowania prawa UE
- Pokonywanie barier językowych
- Ciągła aktualizacja europejskiej strategii interoperacyjności
- Dystrybucja informacji z nadzoru mórz
- Dostarczanie rozwiązań w zakresie dużych ilości danych (big data) administracjom publicznym
- Dostęp do zasobów informacji państw członkowskich na poziomie europejskim
- Informowanie o programie ISA² i jego produktach
- Platforma do badań systemów IT, usług i produktów
- Udział w skutecznym wdrażaniu prawa UE
- Ulepszanie interoperacyjności semantycznej w europejskich systemach e-administracji
- Ciągła pomoc i ulepszanie usług dla społeczności on-line
- Narzędzia wielokrotnego użytku do gromadzenia informacji
- Dystrybucja usług i produktów statystycznych
- Wzmacnianie telekomunikacyjnego szkieletu UE
- Ocenianie postępu w implementacji programu ISA²
- Zmierzanie do osiągnięcia nowoczesnej polityki standaryzacji ICT
- Otwarte oprogramowanie do legislacji wydawniczych
- Redukowanie obciążenia administracyjnego w biznesie
- Umożliwienie bezpiecznych przepływów dokumentów pomiędzy UE i instytucjami krajowymi
- Narzędzie do bezpośrednich konsultacji i badań na skalę europejską
- Zarządzanie wymianą danych o prawie konkurencyjnym
- Upraszczanie przetargów publicznych
- Opracowywanie cyfrowych sieci następnej generacji
- Ulepszanie ponadgranicznej wymiany informacji o lokalizacji
- Promowanie i wielokrotne użytkowanie rozwiązań IT
- Narzędzia wielokrotnego użytku do publicznego udziału w UE
- Zmierzanie do lepszego raportowania danych finansowych
- Definiowanie wspólnego podejścia do wymiany dokumentów elektronicznych i plików
- Ocenianie i racjonalizowanie ICT w administracjach publicznych

## Produkty programu ISA²
Rozwiązania wypracowane w ramach wcześniejszego programu ISA i obecnie realizowanego ISA² są generalnie dostępne na stronie programu. Według stanu w marcu 2017 obejmowały one:
- NIFO (ang. The National Interoperability Framework Observatory) - Obserwatorium krajowych ram interoperacyjności
- EIRA (ang. European Interoperability Reference Architecture) - Europejska wzorcowa architektura interoperacyjności
- VocBench3 (ang. A multilingual platform for collaborative thesaurus management)
- IMM (ang. Interoperability Maturity Model) - Model dojrzałości interoperacyjności
- CIRCABC (ang. Communication and Information Resource Centre for Administrations, Businesses and Citizens) - Centrum zasobów komunikacyjnych i informacyjnych dla administracji, przedsiębiorstw i obywateli
- Open e-Prior (ang. An e-Procurement system for Public Administrations) - System e-zaopatrzenia dla administracji publicznych
- ESPD (ang. European Single Procurement Document) - Europejski pojedynczy dokument zaopatrzenia
- Joinup (ang. A platform facilitating the sharing and reuse of IT solutions developed for Public Administrations) - Platforma ułatwiająca dystrybucję i użytkowanie rozwiązań IT opracowanych dla administracji publicznych
- (ang. Core vocabularies) - Słowniki stanowiące standardy metadanych
- LEOS (ang. A tool facilitating the editing of legislative texts) - Narzędzie ułatwiające edytowanie tekstów legislacyjnych
- OCS for ECIs (ang. Online Collection Software to support European Citizens' Initiatives - Oprogramowanie do bezpośredniego gromadzenia informacji wspomagające europejskie inicjatywy obywatelskie
- Open e-TrustEx (ang. A secure document exchange platform) - Platforma bezpiecznej wymiany dokumentów
- CPSV-AP (ang. Common Public Service Vocabulary Application Profile) - Wspólny profil aplikacyjny słownika usług publicznych
- e-Certis (ang. A tool for mapping certificates necessary in public procurement) - Narzędzie do odwzorowania certyfikatów potrzebne w zaopatrzeniu publicznym
- EUSurvey (ang. A tool for creating, managing and analysing online surveys and public consultations) - Narzędzie do kreowania, zarządzania i analizowanie bezpośrednich badań i konsultacji publicznych
- ADMS (ang. Asset Description Metadata Schema) - Schemat metadanych do opisu zasobów
- sTESTA - Sieć teleinformatyczna, której operatorem jest Komisja Europejska
- DCAT (ang. Application Profile for data portals in Europe) - Profil aplikacyjny dla portali danych w Eurowpie
- Open PM² (ang. Open Project Management Methodology) - Otwarta metodyka zarządzania projektami
- Re3gistry (ang. A tool to manage and share reference codes) - Narzędzie do zarządzania i dystrybucji kodów referencyjnych
- CAMSS (ang. Common assessment method for standards and specifications) - Wspólna metoda oceny standardów i specyfikacji